# Johann Peter Huperz
Johann Peter Huperz, född 1771, död 1816, var en tysk läkare och botaniker.
Huperz var expert på ormbunksväxter, och skrev verket Specimen inaugurale madico-botanicum De Filicum propagatione om ormbunkarnas förökning. Särskilt intresserade han sig för Australiens ormbunkar.
Johann Jakob Bernhardi uppkallade 1801 släktet lopplumrar (Huperzia) i familjen lummerväxter efter Huperz.